# Алан Маттурро
Алан Агустін Маттурро Ромеро (ісп. Alan Agustín Matturro Romero, нар. 11 жовтня 2004, Монтевідео, Уругвай) — уругвайський футболіст, центральний захисник італійського клубу «Дженоа».

## Ігрова кар'єра

### Клубна
Алан Маттурро народився у Монтевідео і має італійське походження. Займатися футболом почав в академії столичного клубу «Дефенсор Спортінг», де починав грати на позиції форварда. Згодом Алан перекваліфікувався в гравця оборони. У листопаді 2021 року Маттурро зіграв першу гру в офіційному поєдинку в основі «Дефенсор Спортінг». У 2022 році у складі клубу став переможцем першого в історії Кубка Уругваю.
У грудні 2022 року Маттурро перейшов до італійського клубу «Дженоа». Першу гру у новій команді футболіст провів 21 січня 2023 року у Серії В проти «Беневенто». За результатами сезону «Дженоа» вийшла до Серії А і 28 вересня 2023 року Маттурро дебютував у вищому дивізіоні чемпіонату Італії.

### Збірна
У 2023 році у складі молодіжної збірної Уругваю Маттурро став переможцем молодіжної першості світу, яка проходила в Аргентині.

## Титули
Дефенсор Спортінг
 Переможець Кубка Уругваю: 2022
Уругвай (U-20)
 Переможець молодіжного чемпіонату світу: 2023